# Bol'šaja Muksalma
Bol'šaja Muksalma (russo: Большая Муксалма, Bol'šaja Muksalma) è una delle isole Soloveckie, un arcipelago russo del Mar Bianco. Amministrativamente appartiene all'Oblast' di Arcangelo nel Distretto Federale Nordoccidentale della Russia.

## Geografia
L'isola è situata all'imboccatura della baia dell'Onega; si trova a est di Bol'šoj Solovkij ed è separata da quest'ultima da due stretti, il Severnyj Železnye  Vorota (Северный Железные Ворота) e lo Južnyj Železnye Vorota (Южный Железные Ворота), (tradotti letteralmente "porta di ferro settentrionale e meridionale"). Lo stretto meridionale è sbarrato da una diga che è stata costruita dai monaci del monastero di Solovki tra il 1865 e il 1871 e collega ora le due isole. La diga è di diverse centinaia di metri di lunghezza e ha 6,5 m di larghezza.
Bol'šaja Muksalma ha una superficie è di 17 km² e un'altezza massima di 40 m. L'isola ha varie zone paludose e piccoli laghi.
A sud-est dell'isola si trova la piccola isola Malaja Muksalma (Малая Муксалма), che ha una superficie di 0,57 km².

## Storia
Sono state trovate sull'isola tracce di insediamenti umani risalenti al I millennio a.C..
Il monastero in legno di Sergeev, o di San Sergio, del secolo XIX, si trova nella parte sud-ovet dell'isola. Agli inizi del 1900 fu costruito un edificio in pietra e serviva da masseria ai monaci di Solovkij, poiché era proibito tenere femmine di animali nei pressi del monastero. Il monastero fu chiuso nel 1920 e servì in seguito da gulag femminile. Il campo di prigionia è stato chiuso nel 1939.